# 3+2
3+2는 벨라루스의 5인조 음악 그룹이다. 그룹 이름은 "3 인조 여성 + 2 인조 남성"을 뜻한다. 유로비전 송 콘테스트 2010에서 벨라루스 대표로 참가했다.

## 구성원

### 3
- 알료나 카르포비치 (Алёна Карповіч)
- 니넬리 카르포비치 (Нінэль Карповіч)
- 율리야 시시코 (Юлія Шышко)

### 2
- 아르춈 미할렝카 (Арцём Міхаленка)
- 야기아자르 파라샨 (Ягіазар Фарашян)